# Ardisia baracoensis
Ardisia baracoensis är en viveväxtart som först beskrevs av Nathaniel Lord Britton och P. Wilson, och fick sitt nu gällande namn av Brother Alain. Ardisia baracoensis ingår i släktet Ardisia och familjen viveväxter. Inga underarter finns listade i Catalogue of Life.